# Дмитрієв Микола Іванович (інженер)
Дмитрієв Микола Іванович (1875 — ?) — російський інженер-технолог, кораблебудівник, видатний організатор суднобудування, колезький радник, яхтсмен.

## Біографія
Закінчив Петербурзький технологічний інститут. На початку XX ст. спільно з В. В. Колпичевим вивчав суднобудівні заводи в Російській імперії і за кордоном, і написав фундаментальну працю з їх реорганізації. Ця книга під назвою «Суднобудівні заводи і суднобудування в Росії і за кордоном» була видана в 1909 в Петербурзі. Частина тиражу книги була придбана Морським міністерством і розіслана суднобудівним заводам країни.
У 1909 працював інженером-механіком Петербурзького адміралтейського заводу. Завідував суднобудівним цехом.
За пропозицією О. М. Крилова був призначений на посаду директора Миколаївських суднобудівних заводів. У 1912-16 —директор заводу «Руссуд» (нині завод ім. 61 Комунара). З 1915 — директор-розпорядник тресту «Наваль»-«Руссуд».
Організував в Миколаєві будівництво нової будівлі яхт-клубу. Виділив власні кошти на спорудження верхньої майстерні з плазом для розбивки в натуральну величину креслеників суден. У будівництві брали участь члени яхт-клубу і матроси. Як віце-командор був обраний почесним членом яхт-клубу. У 1914 був головою гоночної комісії. Подарував яхт-клубу перехідні кубки імені Російського суднобудівного товариства («Руссуд») і Миколаївських заводів і верфей.
Разом з В. П. Костенко зумів в короткий термін майже повністю замінити іноземних фахівців вітчизняними. За час керівництва на заводі будувалися легкі крейсера типу «Адмірал Нахімов», ескадрені міноносці «Гучний», «Поспішний», унікальний плавучий док вантажопідйомністю 30 000 т., підводні човни типу «Орлан» та АГ; самохідні десантні баржі, десантні судна типу «Ельпідіфор», добудовувався лінійний корабель «Імператор Олександр III» типу «Імператриця Марія».
Після Жовтневого перевороту емігрував до Франції. У 1920 в Парижі брав участь в роботі Російського торгово-промислового і фінансового союзу. Деякий час працював директором невеликого заводу з виготовлення радіаторів парового і водяного опалення. У другій половині 1920-х зайняв посаду помічника директора верфі «Шанті Наваль Франс» (Chantiers Navals Francais) в м. Кані (Caen), на якому на замовлення Радянського уряду і під спостереженням О. М. Крилова в 1928—1929 рр. були побудовані два найбільших в той час нафтоналивних танкери «Радянська нафта» і «Нефтесіндікат СРСР».
Отримував запрошення від СРСР повернутися, але відмовився. Під час Другої світової війни спеціалізувався на підйомі затонулих суден. Виступав з доповідями з питань суднобудування в Союзі російських інженерів (1935), Союзі російських дипломованих інженерів (1946).